# Emesis zelotes
Emesis zelotes är en fjärilsart som beskrevs av William Chapman Hewitson 1872. Emesis zelotes ingår i släktet Emesis och familjen Riodinidae. Inga underarter finns listade i Catalogue of Life.